# 닌자 잇토키
닌자 잇토키(일본어: 忍の一時)는 DMM pictures와 TROYCA에 의한 일본의 애니메이션 작품. 2022년 10월 4일부터 12월 20일까지 AT-X에서 방영되었다.

## 개요
본작의 주인공 사쿠라바 잇토키는 이 세상에 실제로 닌자는 없을 것이라고 생각했던 청년 중 한 명으로, 매일이 빛나는 일상이 약속이기도 하다고 생각했다. 그러나 누군가에게 그의 목숨을 빼앗으려는 것이 나타나 갑가 닌자에 의한 것임을 알게 된다. 그를 빼앗으려는 이유로 그 자신이 19대 이가 닌자 정당 후계자였음이 판명되었다. 오랫동안 대립하고 있는 이가와 코가, 그리고 코가가 이가를 침공할 계획을 세우고, 그 자신도 살아남기 위해서는 그도 닌자가 되어야 한다고 생각하고 그것을 결의한다. 그는 닌자가 되기 위해 학습하고 싸우기 위해 그 세계에 발을 들여놓게 된다.